# Molophilus acanthostylus
Molophilus acanthostylus är en tvåvingeart som beskrevs av Alexander 1969. Molophilus acanthostylus ingår i släktet Molophilus och familjen småharkrankar. Inga underarter finns listade i Catalogue of Life.